# خنافس اللحاء والأمبروزية
خنافس اللِحاء والأمبروزية أو خنفساء القلف (الاسم العلمي: Scolytinae) (بالإنجليزية: Bark and Ambrosia Beetles) هي أسرة من الحشرات تتبع فصيلة السوسية الحقيقية من رتبة غمديات الأجنحة. وتُعد خنفساء اللِحاء جنسًا من إجمالي ما يقرب من 220 جنس (genera) ولها 6000 نوع من الخنافس تنتمي إلى أسرة السكوليتينيات (Scolytinae). وبشكل تقليدي، اُعتبرت أنها فصيلة كراشيات (Scolytidae) مميزة، بيد أنه نُظر في الوقت الحالي في الحقيقة إلى خنافس اللِحاء على أنها أعضاء متخصصة جدًا تنتمي إلى فصيلة «السوس الحقيقي» (weevil) المنتمي لفصيلة الخنافس الخرطومية). وتنتمي أنواعها الأكثر شيوعًا إلى جنس الكراشة (Scolytus)، الذي يعني (Dutch elm disease) خنافس اللحاء المسببة للدردار الأوروبي (European elm bark beetle) خنافس فلق الدردار الصغيرة والمعروفة باسم  إس مالتيستاريتيوس (S. multistriatus) وخنافس فلق الدردار الكبيرة والمعروفة باسم إس سكوليتيوس (S. scolytus)، التي تشبه خنافس اللحاء المسببة للدردار الأوروبي خنافس اللِحاء (Hylurgopinus rufipes) في نقل فطر مرض الدردار الهولندي المعروف باسم (أوفيوستوما (Ophiostoma)). وتعد خنافس الصنوبر الجبلية خنفساء الصنوبر الجبلية (Dendroctonus ponderosae)، وخنافس الصنوبر الجنوبية خنفساء الصنوبر الجنوبية (Dendroctonus frontalis) والحشرات القريبة جدًا منها حشرات رئيسة بالغابات المخروطية في شمال أمريكا. كما تتمثل الأنواع العدوانية الشبيهة بها في أوروبا في خنفساء اللحاء الراتنجية إيبس تايوجرافوس (Ips typographus). وتعد خنفساء اللحاء الصغيرة، مثل حفار ثمار البن، حفار ثمار البن (Hypothenemus hampei) إحدى الحشرات الرئيسة التي تهاجم مزروعات البن في جميع أنحاء العالم.

## علم البيئة

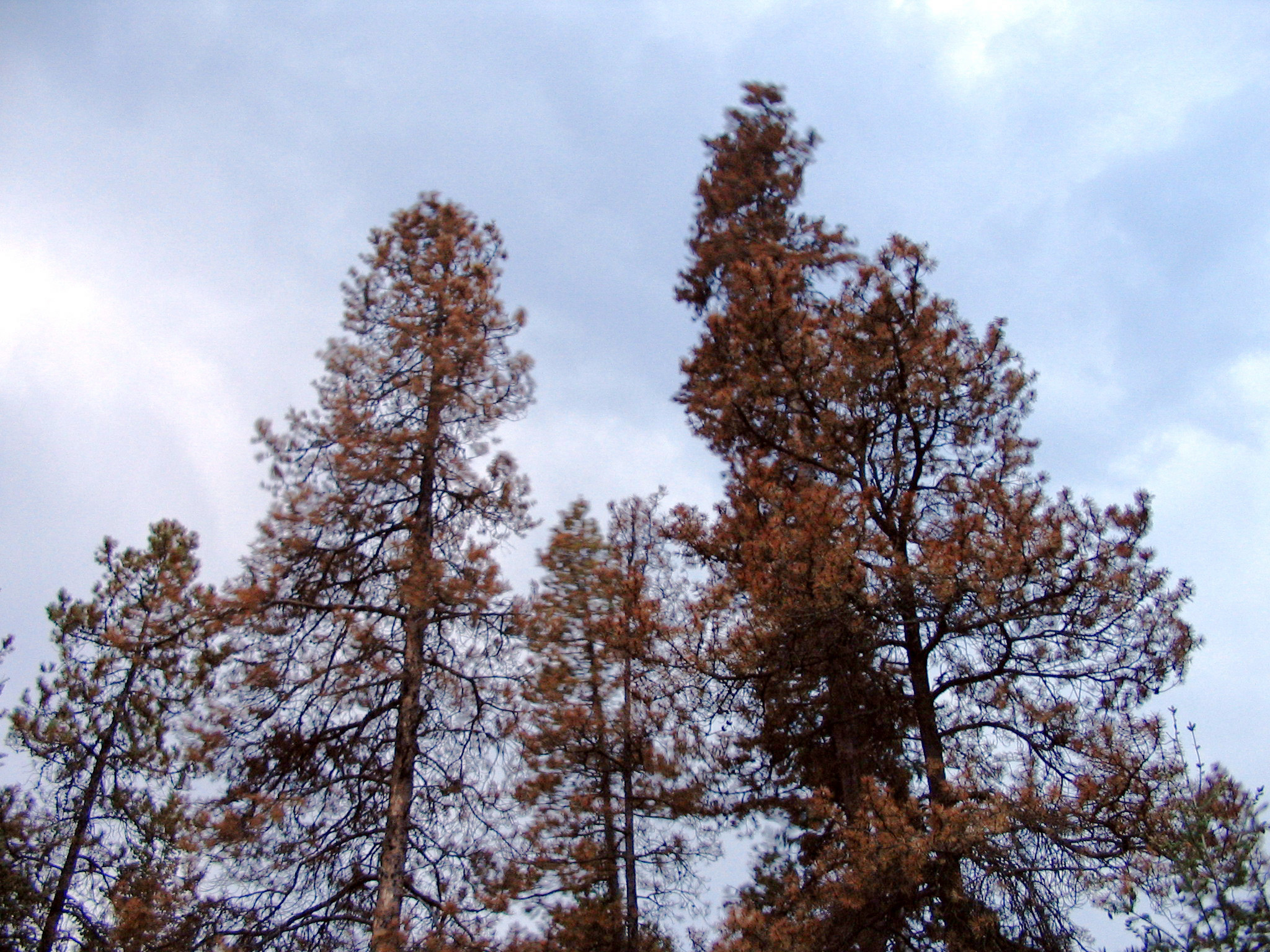
خنافس الصنوبر الجبلية بقتل أشجارالصنوبر (lodgepole pine) هذه في برينس جورج، كولومبيا البريطانية.

وقد سُميت خنافس اللحاء بهذا الاسم نظرًا لأن أنواعها الأكثر شيوعًا تتناسل في اللحاء الداخلي (أنسجة اللحاء الحية والميتة للأشجار، كما أن بعض الأنواع - مثل خنافس الصنوبر الجبلية)، تقوم بمهاجمة وقتل الأشجار. ومع ذلك، تعيش معظم الأنواع في نُزُل حي أو ميت أو ضعيف أو جاف. كما أن لخنافس اللحاء أهمية بيئية واقتصادية. حيث تساعد الأنواع المنتشرة في تجديد الغابات من خلال قتل الأشجار القديمة. بينما تساعد غيرها من الأنواع في تحليل الأغصان الميتة. ومع ذلك، يُعرف العديد من الأنواع المائلة للانتشار آفات.
وتهاجم خنافس اللحاء عادةً الأشجار التي أضعفها بالفعل المرض أو الجفاف أو الضخان أو الخنافس المناوعة أو الإصابة البدنية. أما الأشجار المزدهرة فقد تضع عوامل دفاعية من خلال إنتاج الراتينج أو اللثى الذي يحتوي على عدد من المركبات المبيدة للحشرات والفطريات والتي يُمكن أن تتسبب في قتل أو إصابة الحشرات المهاجِمة، أو أن الأشجار تقوم بتجميد الحشرات أو التسبب في اختناقها بمساعدة سائلها اللزج. وفي ظل حالات الانتشار، نجد أن العدد القليل من الخنافس - مع ذلك - يُمكن أن يقضي على السبل الدفاعية للأشجار، ويمكن أن تكون نتائج هذا كارثية على صناعة الخشب.
وقد تسببت عمليات الانتشار الكبيرة لـ خنافس الصنوبر الجبلية في غرب أمريكا الشمالية بعد عام 2005 تقريبًا في تلف ملايين الأفدنة من الغابات من نيو مكسيكو حتى كولومبيا البريطانية، وقد تزايدت المخاطر في حدوث الانهيارات الوحلية وحرائق الغابات وغيرها من الآثار السلبية. ومن المحتمل أن تكون عمليات الانتشار ناتجة عن الاحتباس الحراري العالمي: حيث إن فصول الشتاء الأكثر دفئًا في المنطقة تسمح للأنواع بالتوسع في مجالها والتناسل.

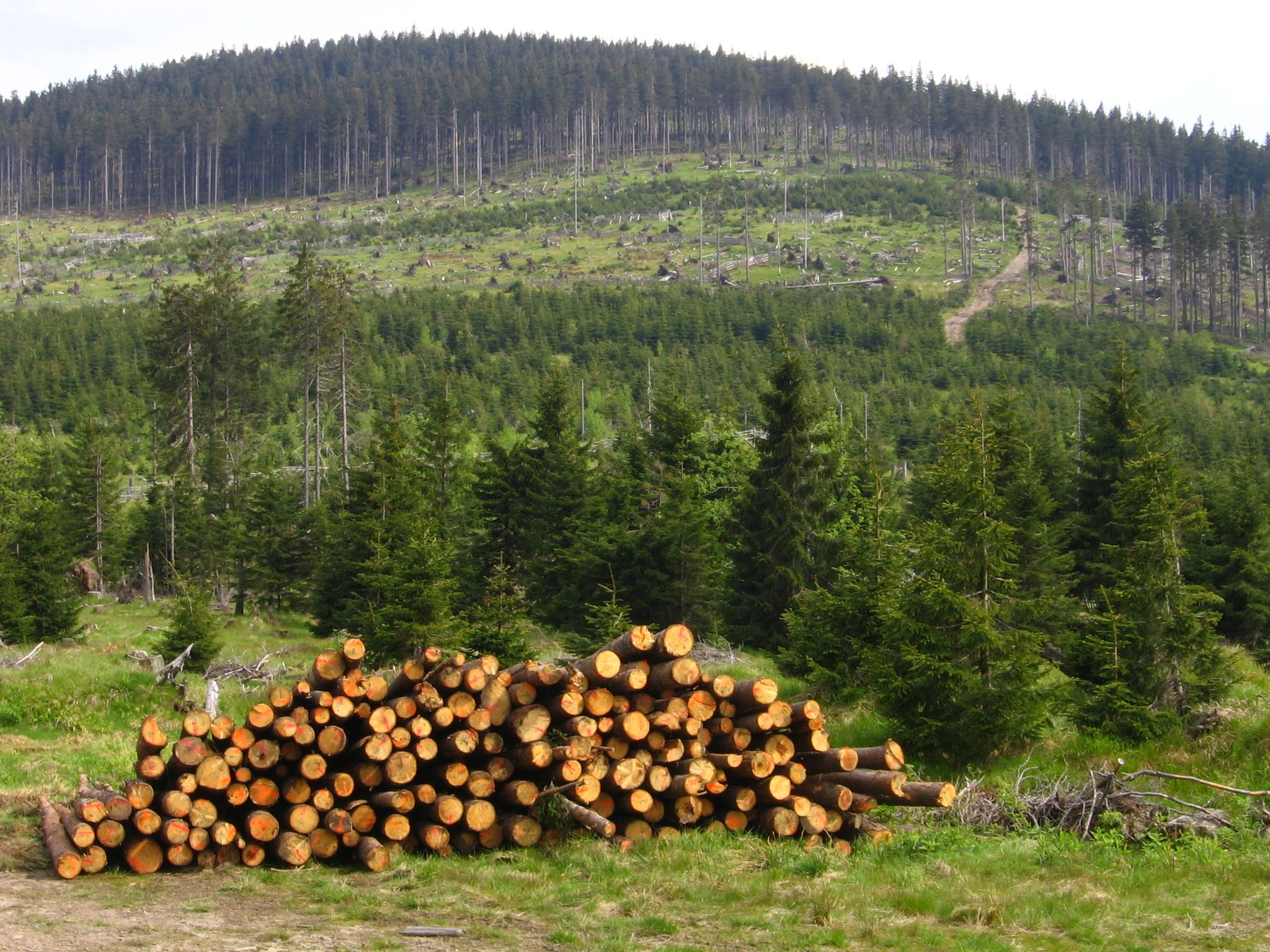
غابات سومافا (Šumava) التي دمرتها خنفساء اللحاء الراتنجية وأراضي الغابة الخالية بعد عمليات القطع المتعاقبة للأشجار

وفي بعض الأماكن، مثل غابة سومافا وهي حديقة وطنية في جمهورية التشيك تُعرف بغابة البوهيميا، أصبحت المشكلات التي تسببها خنافس اللحاء قضية مثيرة ذات بعد سياسي. فمن جانب، طالب بعض الخبراء (من ذوي الخبرة في العلوم البيئية عادةً) بعدم التدخل في الطبيعة والسماح للعمليات الطبيعية بأخذ دورتها، حتى لو وصل الأمر إلى قيام خنفساء اللحاء بتحطيم معظم الغابات. وعلى الجانب الآخر، طالب خبراء آخرون (من ذوي الخبرة في إدارة الغابات[بحاجة لمصدر] عادةً) بالتدخل. فخلال فترة الثمانينيات والتسعينيات، فضّلت إدارة حديقة سومافا عملية التدخل في المقام الأول. بينما انخرط العديد من الجماعات الخارجية في النزاع - مثل صناعة الخشب (التي دعمت عملية التدخل نظرًا لاحتمالية تحقيق استفادة)، أو بعض الساسة الداخليين الذين تخوفوا من مدى عودة السياح من غابة متحللة عقب اجتياح الخنافس. تلقت الجهة المعادية للتدخل دعمًا من اختصاصيي الحشرات التابعين الأكاديمية التشيكية للعلوم كما تلقوا دعمًا من العديد من المنظمات البيئية مثل جمعية أصدقاء الأرض. وفي أوج هذا النزاع، كانت هناك حالات يدافع فيها النشطاء بكل معاني الكلمة عن الأشجار بأرواحهم، حيث قاموا بربط أنفسهم في جذوع الأشجار، وقد بُثت التغطية الإخبارية لهذا النزاع في الصحف القومية اليومية التشيكية وعلى قنوات الأخبار.

### خنافس الأمبروزيا
جدير بالذكر أن بعض خنافس اللحاء تُشكل علاقة تطفلية مع أنواع معينة من فطر أفعويات الفم وتُسمى «خنافس أمبروزيا» عقب الارتباط مع «فطر الأمبروزيا». وتتغذى خنفساء الأمبروزيا (مثل زيلبور ) على «حدائق» الفطريات، كما أنها تعد أحد أنواع مجموعات الحشرات الثلاث المعروفة عن فطر المزرعة. أما المجموعتان الأخريان فهما النمل والنمل الأبيض، ولا يرتبط أي منهما ارتباطًا وثيقًا بصفة خاصة بالخنافس. كما أن عادة خنافس اللحاء الأمبروزيا الفطرية تمكنها من التغذية بطريقة غير مباشرة على العديد من أنواع الأشجار بطريقة تفوق قريباتها التطورية التي لا تتغذى على الفطريات، وذلك من خلال قيام الفطر بعمله في مداهمة العمليات الدفاعية الكيميائية للنباتات. وتحمل خنافس البوغيات الفطرية في تراكيب معينة - تُسمى ميسانجيا - تقوم بتلقيح الأشجار أثناء مهجامتها.

## كأنواع غازية
وكما هو الحال بالنسبة للعديد من الحشرات الأخرى، تقوم السكوليتينيات بفرز الفيرومون لجذب الأجناس المناوعة التي تُجذب بهذه الطريقة إلى الأشجار التي استعمرتها خنافس اللحاء بالفعل. وقد يتسبب ذلك في حدوث غزو كبير يؤدي إلى موت الشجرة في النهاية. كما أن العديد من الأنواع يجذبه الإيثانول، وهو أحد المنتجات الثانوية للنمو الجرثومي في الخلايا الخشبية الميتة.

## معرض الصور

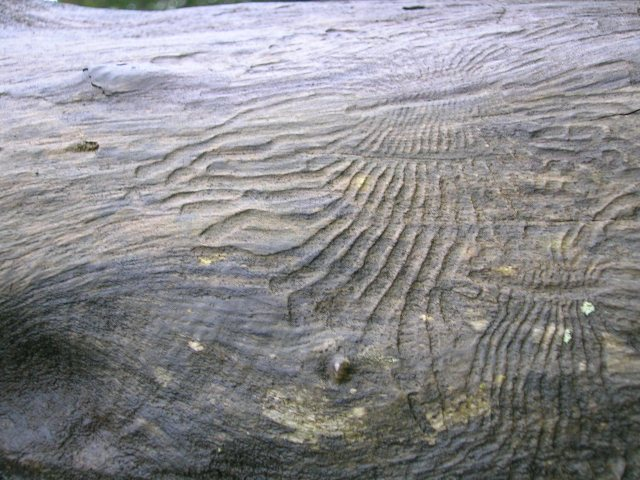
صور لخنافس اللحاء أثناء حفرها في خشب النسغ (sapwood)
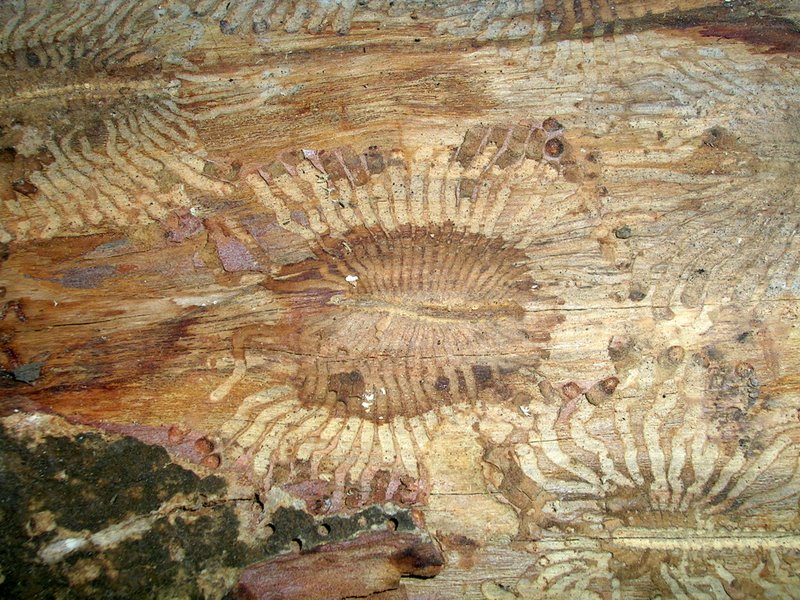
صور لخنافس اللحاء بها لحاء يوضح فتحات الخروج
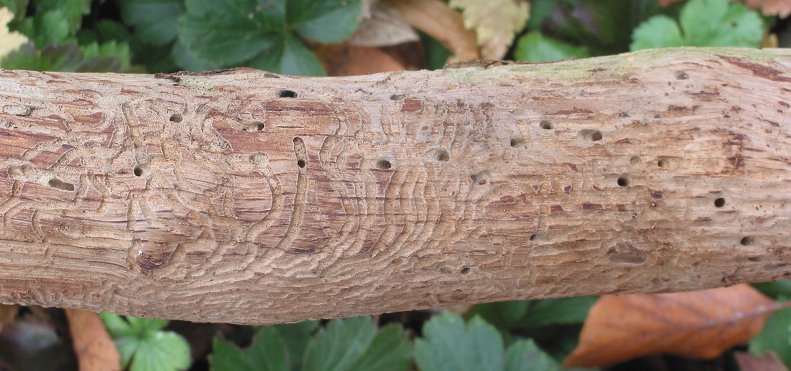
بعض الأنواع تقوم بإنتاج خطوط لولبية فردية
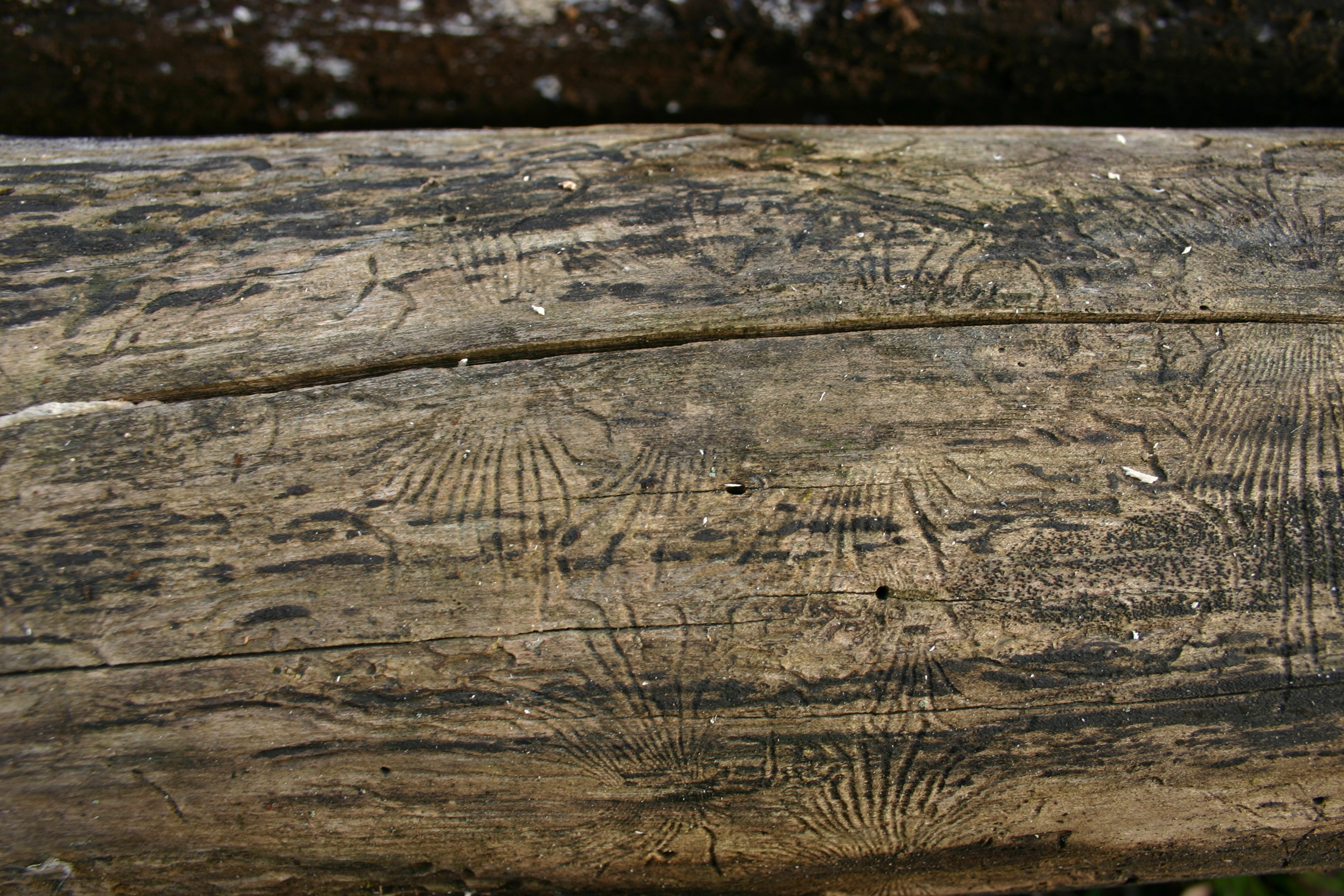
صور خنافس اللحاء الموجودة على شجرة دردار أمريكية ميتة
شرك خنافس اللحاء

## وصلات خارجية وكتابات أخرى
- American and Mexican Bark and Ambrosia beetles
- Southern Pine Beetle on the Forest Encyclopedia Network
- PaDIL Sheet on Scolytus scolytus
- Don't Move Firewood - Forest pests that are destroying our trees and forests

- Dendroctonus frontalis, southern pine beetle
- Dendroctonus terebrans, black turpentine beetle
- Ips, engraver beetles
- Species Profile- European Spruce Bark Beetle (Ips typographus), National Invasive Species Information Center, United States National Agricultural Library. Lists general information and resources for European Spruce Bark Beetle.
- Nordhaus, Hannah. Bark Beetle Outbreaks in Western North America: Causes and Consequences. University of Utah Press: Salt Lake City, 2009. ISBN 978-0-87480-965-7